# 340e régiment d'infanterie (France)
Le 340e régiment d'infanterie (340e RI) est un régiment d'infanterie de l'Armée de terre française constitué en 1914 avec les bataillons de réserve du 140e régiment d'infanterie.
À la mobilisation, chaque régiment d'active créé un régiment de réserve dont le numéro est le sien plus 200. 

## Création et différentes dénominations
- Août 1914 : 340e régiment d'infanterie à Grenoble.

## Chefs de corps
- 23 octobre 1916 - ? : lieutenant-colonel Lallé (venant du 22e régiment d'infanterie territoriale)

## Historique des garnisons, combats et batailles

### Première Guerre mondiale

#### Affectation
- 64e division d'infanterie d'août 1914 à novembre 1918.

#### 1914
- 29 août : Lamath.
- septembre : Mont sur Meurthe
- 10 septembre : Forêt de Champenoux.
- septembre à décembre : Woëvre, Xivray, Richecourt, Seicheprey et bois de Remières.

#### 1915
- de janvier à octobre : en Lorraine : à l'ouest du bois de Mort Mare.
- 2 octobre : proche de Châlons.
- 8 octobre : vers de Souain.
- 27 octobre : vers Suippes.

#### 1916
- 5 juin : cantonnement à Sénard, Aubercy et Brizeaux.
- 23 juin : vers Foucaucourt.
- 24 juin : Bataille de Verdun.
- 27 octobre : vers Béthelainville.

#### 1917
- 14 novembre : vers San Michele.
- 18 novembre : vers Altavilla.
- 26 novembre : vers Vicence.

#### 1918
- 8 janvier : vers le monte Tomba (it).
- 10 février : vers Malo.
- mars : Vérone.
- avril à mai : Somme, bois Sénécat, Moreuil, Rouvrel, Hailles et Castel.
- août à septembre : La ligne Hindenburg : Bagneux, Leuilly, Monts des Tombes, Marcy, Fieulaine, Montigny-le-Court, Aisonville-et-Bernoville, attaque de la cote 153 et Tupigny.

#### 1919
dissous en 1919

## Drapeau
Il porte, cousues en lettres d'or dans ses plis, les inscriptions suivantes :
- Verdun 1916
- Guise 1918